# Chotětov
Chotětov település Csehországban, a Mladá Boleslav-i járásban. Chotětov Zdětín, Bezno, Horky nad Jizerou, Dolní Slivno, Kropáčova Vrutice, Hrušov, Jizerní Vtelno és Nemyslovice településekkel határos. Lakosainak száma 1449 fő (2024. január 1.).

## Népesség
A település lakosságának változását az alábbi diagram mutatja:
| Lakosok száma | 609  | 799  | 1316 | 823  | 789  | 832  | 969  | 1153 | 1380 | 1449 |
|               | 1869 | 1890 | 1921 | 1950 | 1980 | 2001 | 2017 | 2019 | 2022 | 2024 |